# Melicertus kerathurus
Melicertus kerathurus är en kräftdjursart som först beskrevs av Forskål 1775.  Melicertus kerathurus ingår i släktet Melicertus och familjen Penaeidae. Inga underarter finns listade i Catalogue of Life.

## Bildgalleri

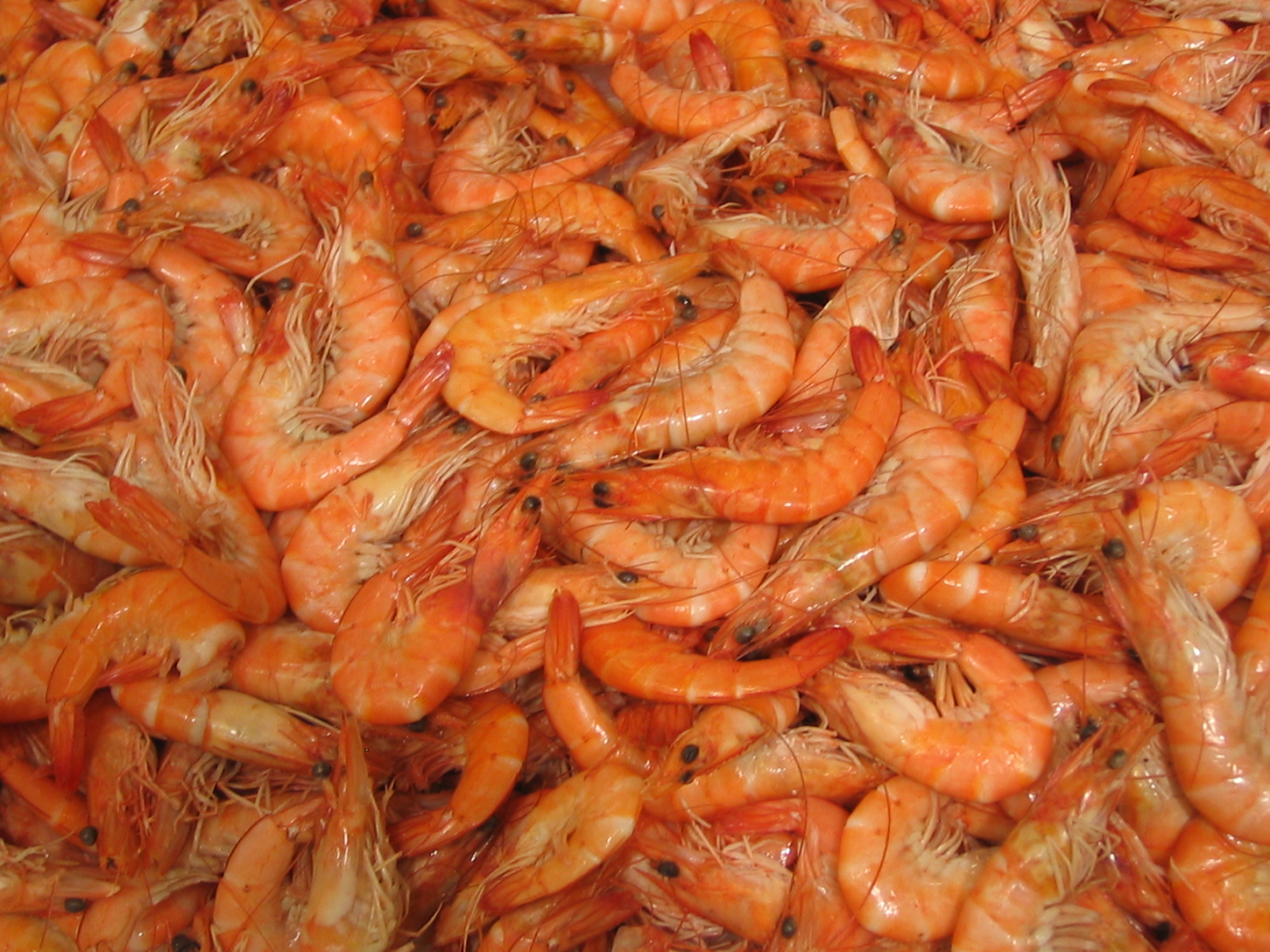
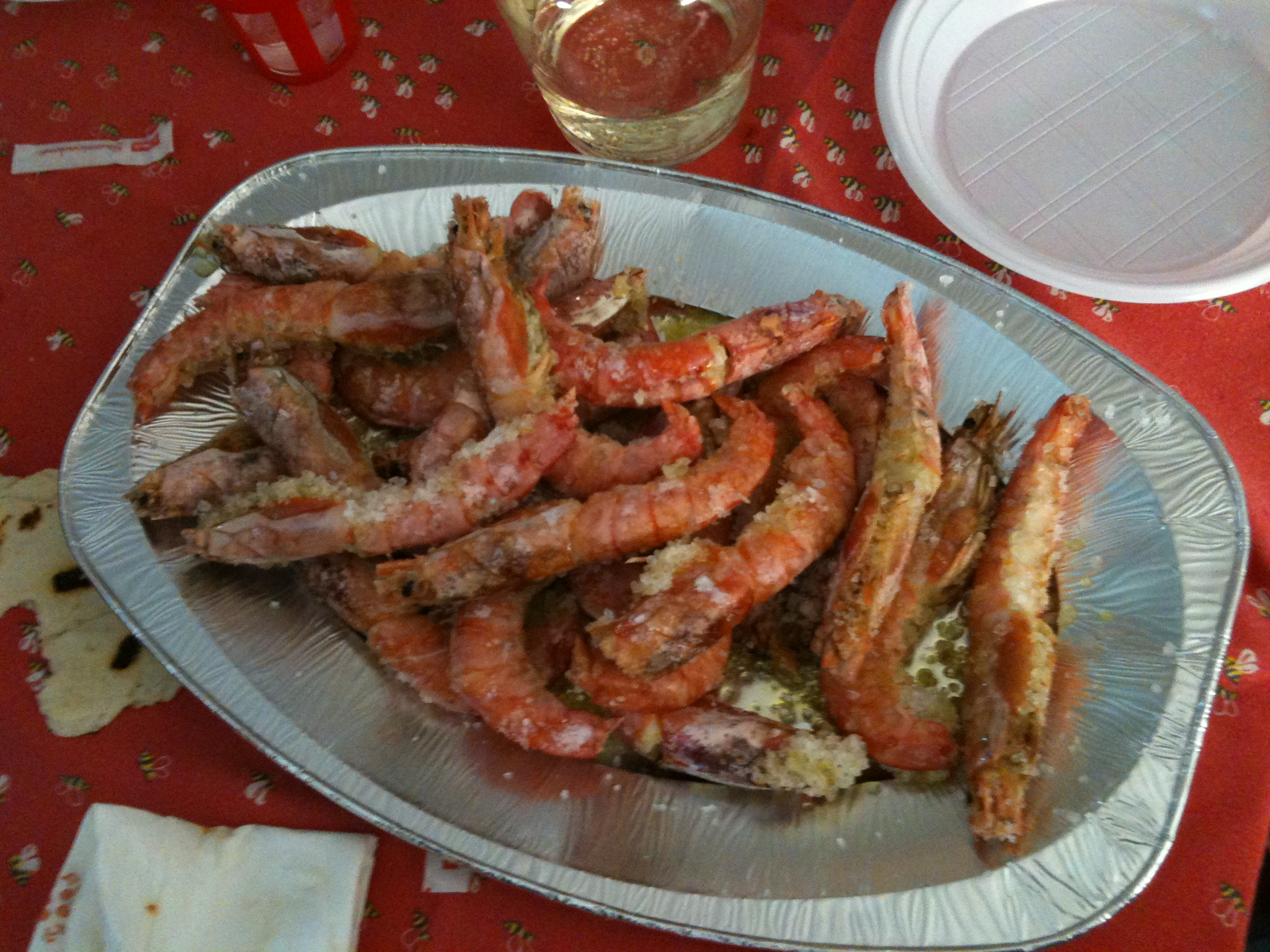